# 費耶特 (密蘇里州)
費耶特（英語：Fayette）是位於美國密蘇里州霍華德縣的城市。同時該地也是霍華德縣的縣治。

## 人口
根據2020年美國人口普查的數據，費耶特的面積為5.84平方千米，當中陸地面積為5.74平方千米，而水域面積為0.09平方千米。當地共有人口2803人，而人口密度為每平方千米480人。